# Chiesa di Santa Maria Assunta (Moso in Passiria)
La chiesa di Santa Maria Assunta (in tedesco Pfarrkirche Maria Himmelfahrt) è la parrocchiale a Moso in Passiria, in provincia autonoma di Bolzano. Appartiene al decanato di Merano-Passiria della diocesi di Bolzano-Bressanone e risale al XV secolo.

## Storia

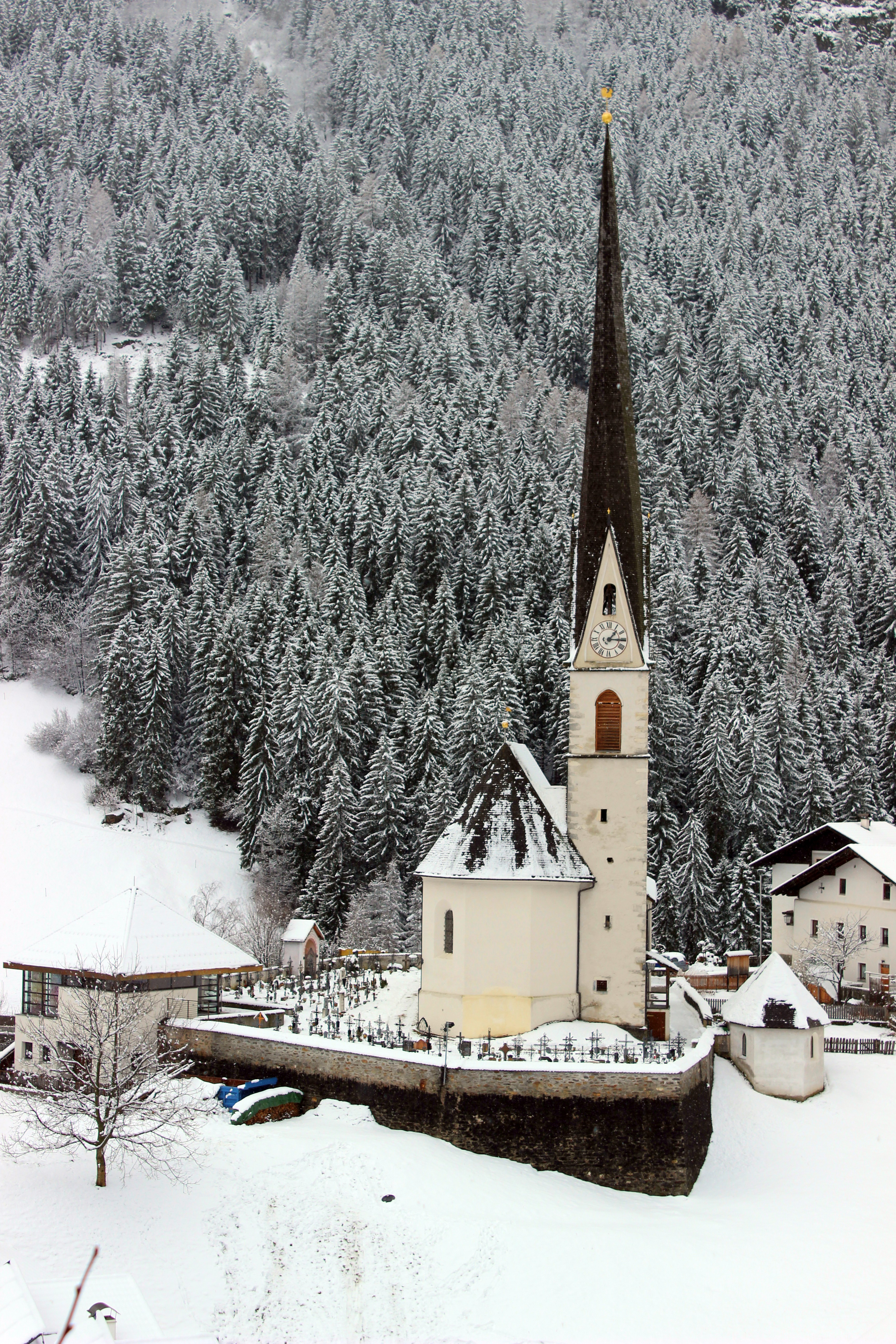
Torre campanaria e abside della chiesa all'interno del camposanto di Moso.

La chiesa venne edificata tra il 1402 e il 1403 sul sito della preesistente cappella con dedicazione alla Beata Vergine, meta di pellegrinaggio sin da tempi medievali, e la sua erezione è legata allo sviluppo delle attività minerarie sullo Schneeberg.

## Descrizione

### Esterno
La chiesa di Moso si trova nell'area del cimitero della comunità ed è quindi compresa entro i suoi muretti di protezione. La facciata si presenta asimmetrica, con un impianto a capanna e un'estensione nella parte sinistra che corrisponde alla navata secondaria. Il portale di accesso è protetto da una tettoia con due spioventi in legno e sorretta da due colonne. Sopra di questo un oculo strombato con iscrizione a nastro sottostante e grande affresco raffigurante l'Assunzione posto nella parte sommitale del prospetto.

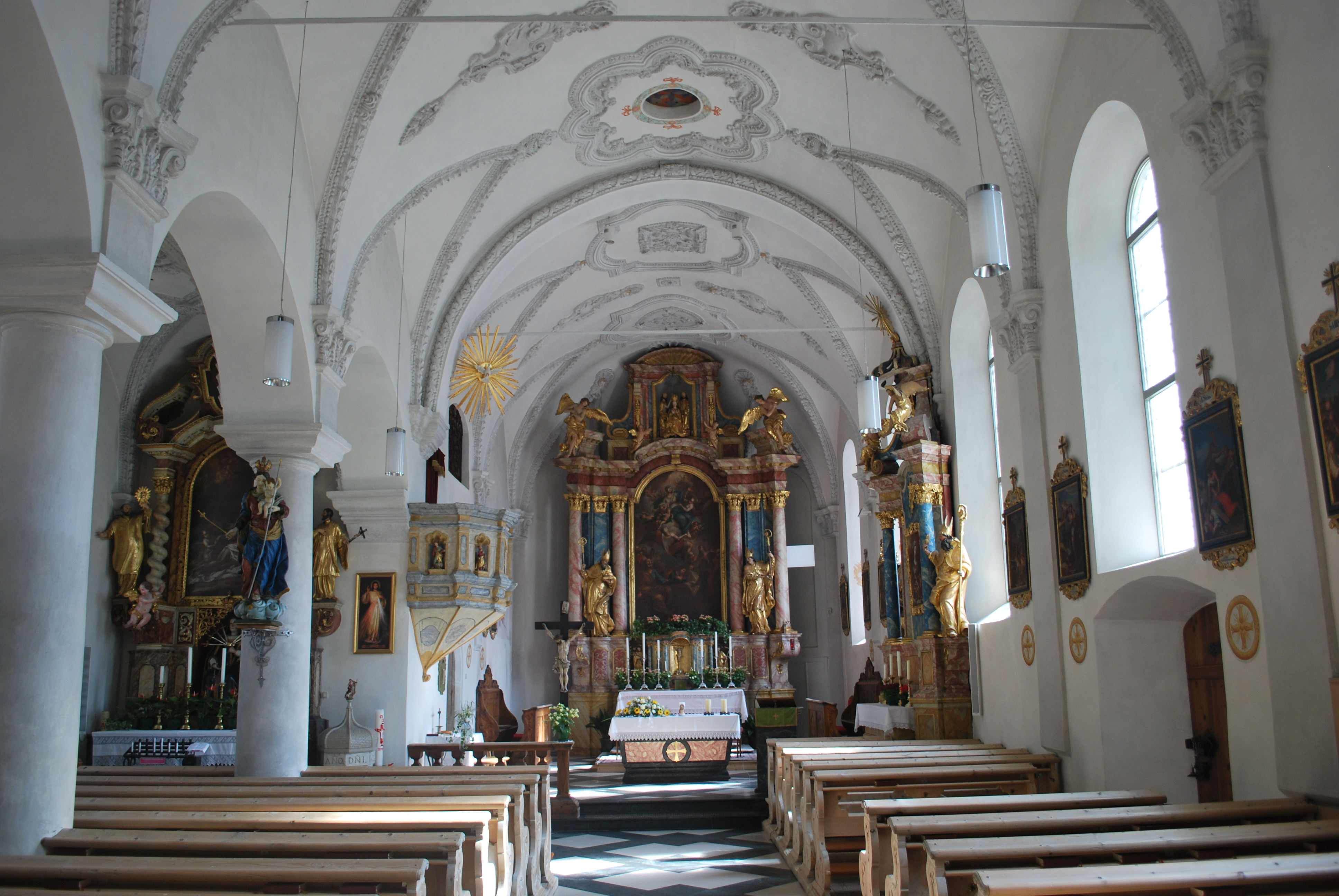
Interno della sala.

La torre campanaria, caratterizzata dall'acuta copertura piramidale a base poligonale, arriva all'altezza di 52 m e si alza nella parte sinistra della chiesa, in posizione arretrata.

### Interno
All'interno, che è suddiviso in due navate, si conserva l'importante Via Crucis attribuita a Nikolaus Auer. La pala posta sull'altare maggiore è di epoca barocca.